# Culture du Rwanda
 (septembre 2016).
La culture du Rwanda, pays enclavé d'Afrique de l'Est, région des Grands Lacs, désigne les pratiques culturelles observables de ses habitants (12-13 000 000 en 2017).

## Langues et peuples
Le kinyarwanda, l'anglais, le swahili et le français sont les langues officielles du Rwanda.
- Langues au Rwanda
- Langues du Rwanda indigènes, langues rwanda-rundi, dont (ki)rundi, et swahili
- Langues importées, dont anglais, français
- Groupes ethniques au Rwanda : une vingtaine de clans, dont Banyamulenge, Nyiginya, Bagogwe et peuples wahinda (en), kiga et pygmée twa
- Démographie du Rwanda
- Population de l'Afrique des Grands Lacs
- Ethnisme au Rwanda

## Synthèse historique

### La culture traditionnelle

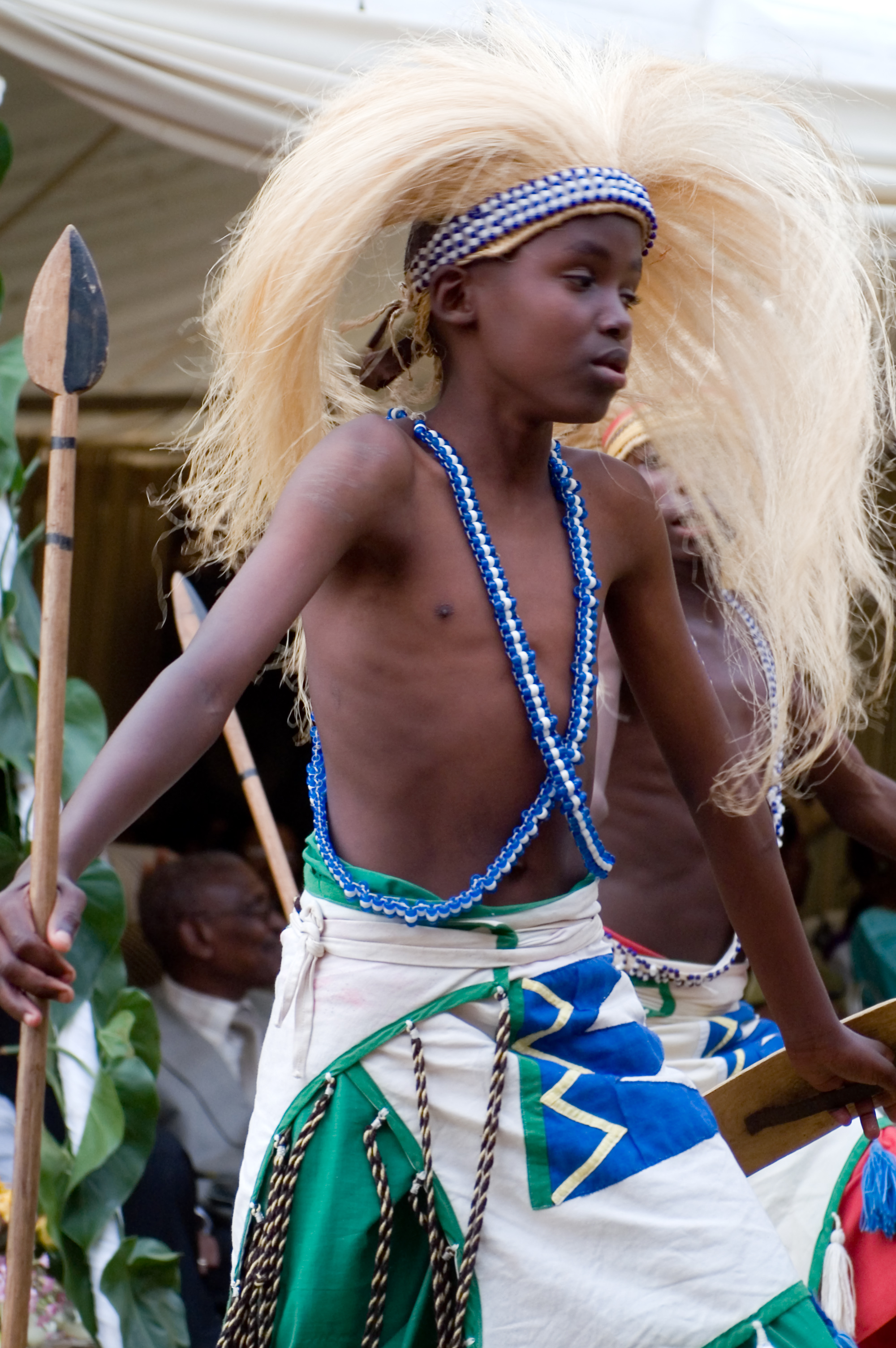
Danseur Intore.

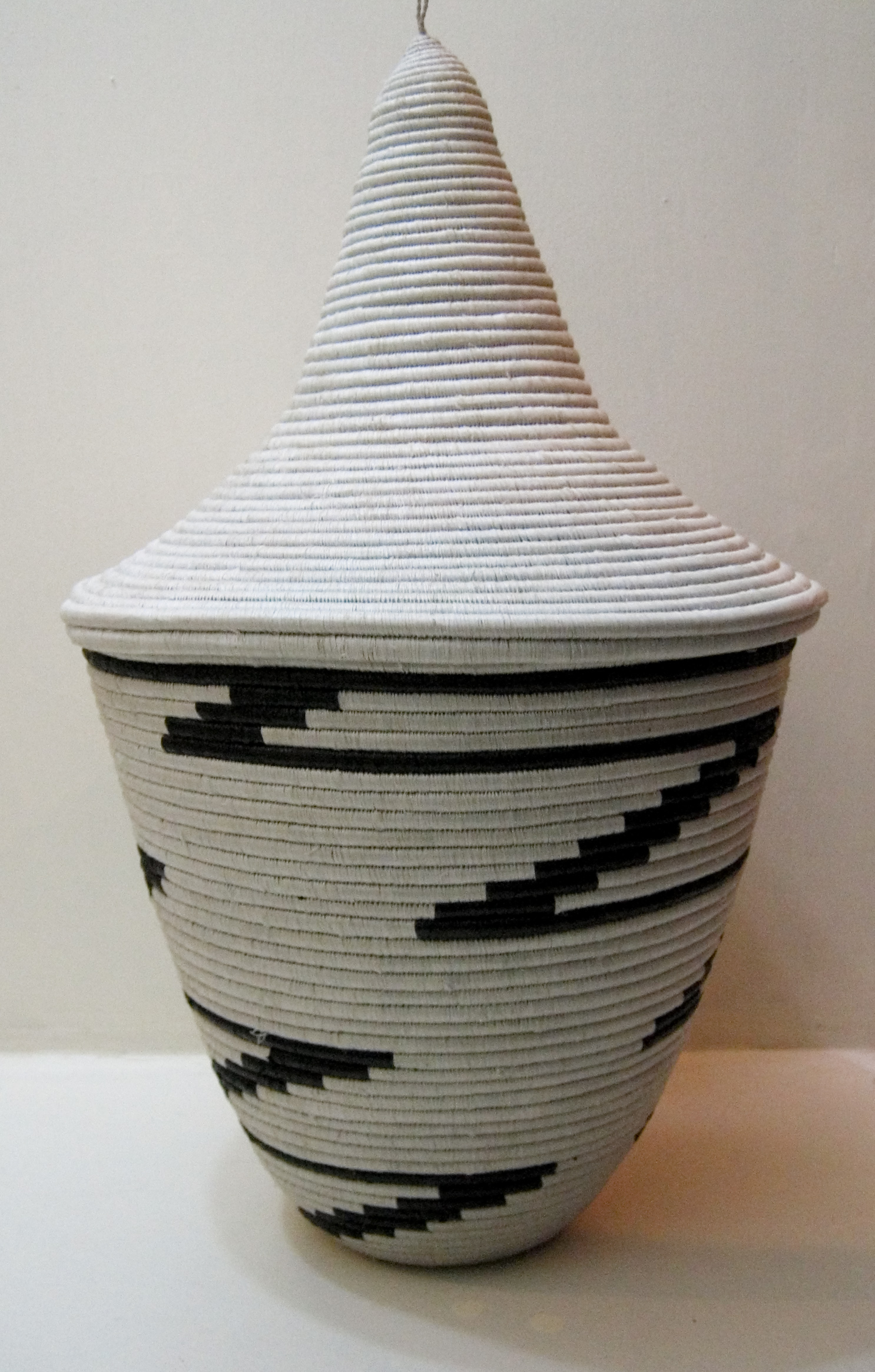
Igiseke, vannerie traditionnelle.

La culture traditionnelle rwandaise est liée à celle des populations de l'Afrique des Grands Lacs. La structure de la royauté ancestrale a impressionné les premiers colons par son organisation sophistiquée, qu'ils n'arrivaient pas à attribuer à un peuple africain. La croyance traditionnelle en un Dieu unique, Imana, sensible à leur condition, les récits oraux, la langue (le kinyarwanda) et les proverbes, les chants, les tambours et la danse tiennent une grande place dans cette culture fortement imprégnée des combats des guerriers et des activités agricoles : élevage, agriculture, chasse et cueillette.
La vache et le lait, la lance avec des fers aux géométries diverses, la houe, l'arc, la bière de banane (urwagwa) et la bière de sorgho, les paniers tissés sont des symboles de la tradition rwandaise.
L'artisanat du fer est probablement l'un des plus anciens au monde. Les objets en bois, en terre, ou en végétaux caractérisaient la vie courante. Aujourd'hui les importations en métal et plastique ont pris le dessus. Jusqu'à la fin du XIXe siècle, les vêtements étaient faits d'écorce d'arbre à la texture très proche des tissus. Depuis la colonisation les vêtements occidentaux se sont répandus, mais le pagne en coton reste un lien très important pour les femmes entre la tradition et la modernité.
La population est répartie dans une vingtaine de clans familiaux d'une part et d'autre part, sur un autre plan, dans des subdivisions socio-professionnelles (Hutu, Tutsi, Twa) qui ont donné lieu à une surévaluation de leur importance pendant la colonisation et des instrumentalisations politiques, dont les retournements ont été à l'origine du génocide des Tutsis au Rwanda de 1994. On parle à ce sujet d'ethnisme au Rwanda.
Les mariages sont évidemment l'occasion d'entretenir les traditions. La dot, payée par le fiancé aux parents de la fiancée (une vache, une houe… selon le milieu socio-professionnel et la richesse), était le résultat d'une négociation longue et parfois épique entre les familles. Il en reste une sorte de jeu de rôle très ritualisé, en plusieurs étapes, parfois d'un humour irrésistible, où chaque famille transmet quelque chose de sa connaissance de la vie à ses enfants, et très concrètement de quoi faire vivre le jeune ménage.
La médecine rwandaise basée sur les plantes est toujours vivante, malgré l'intégration de la médecine occidentale.

### L'influence coloniale
La culture traditionnelle rwandaise a été fortement marquée par la colonisation (1884-1962), allemande puis belge à partir de la Première Guerre mondiale, par les Églises chrétiennes, plus particulièrement l'Église catholique, et par le génocide de 1994. Aujourd'hui, cette culture est en pleine interrogation quant à ses traditions, ses pratiques. Les références historiques balancent entre les versions introduites par les colons, celles de la tradition, et les nécessaires adaptations au monde moderne et au développement de la citoyenneté dans un pays qui se veut démocratique.

### L'impact du génocide
La contrainte pour les rescapés de vivre au milieu des tueurs de leurs familles, est inimaginable hors du Rwanda. La réintroduction des gacaca, justice villageoise, pour juger ces innombrables criminels du génocide, est caractéristique de cette originalité rwandaise qui n'oublie pas complètement sa tradition quand elle s'avère utile. Mais ce n'est pas toujours bien perçu en Occident y compris par de grandes ONG qui y voient une justice au rabais. De même en ce qui concerne l'instauration d'un Forum de concertation des partis politiques dans la constitution, ce qui ne se voit pas dans les démocraties occidentales.
Depuis le génocide de nombreux mémoriaux ont été aménagés. Ils témoignent de la volonté de donner une sépulture digne aux victimes du génocide et de cultiver le « devoir de mémoire ». Les plus célèbres sont les églises de Ntarama et Nyamata à l'est de Kigali, le collège de Murambi au sud ouest du Rwanda près de Gikongoro, le mémorial inachevé de Bisesero près de Kibuye à l'ouest au bord du lac Kivu et celui de Gisozi à Kigali.

### L'influence de la mondialisation
Le christianisme, l'écrit et la radio, l'automobile et le football avaient accompagné le Rwanda vers les « indépendances » et même dans le génocide. La télévision, le cinéma, l'informatique, le téléphone commencent à bouleverser profondément les attitudes, mais sans précipitation. Les femmes ont le record du monde de participation aux pouvoirs politiques (49 % des députés sont des femmes), mais les hommes craignent l'évolution occidentale de l'indépendance de la femme qu'ils perçoivent comme une menace. La morale chrétienne, tout en combattant la polygamie qui a disparu de la pensée dominante, vient apporter un recours contre cette crainte.

### Une population majoritairement chrétienne
Les chrétiens représentent 90 % de la population rwandaise, dont environ 60 % de catholiques. On trouve quelques musulmans, surtout à Kigali dans le quartier Nyamirambo. Depuis le génocide, les Églises chrétiennes, protestantes et des sectes américaines ont pris de nombreux chrétiens à l'Église catholique. Elle est parfois mal perçue, car pendant la guerre, les prêtres ont pris parti selon l'ethnie à laquelle ils appartenaient. On remarque de très timides affirmations d'athéisme depuis le génocide. La pression religieuse au Rwanda est si forte que les rares athées gardent le plus souvent secrète leur conviction, malgré la grave cassure de confiance religieuse qu'a pu parfois engendrer le génocide.

Les lumières de la capitale.

### Une population jeune
Les moins de vingt ans forment plus de 50 % de la population. Il existe encore de nombreux enfants des rues notamment à Kigali, comme souvent en Afrique, mais aggravé par le génocide.

### Le déséquilibre entre la capitale et la campagne
Mais ce qui frappe l'étranger au Rwanda est le contraste entre Kigali et la campagne rwandaise. Dans une même famille, on peut passer d'une belle villa, équipée à l'occidentale, à Kigali et aller visiter des cousins qui vivent dans une grande misère dans une petite maison aux murs de terre, plantée au milieu d'un jardinet propre et clôturé. Pas d'eau courante, pas d'électricité, deux fauteuils et un canapé en bois délabré ayant perdu leurs coussins pour tout mobilier dans la salle commune, aux murs chaulés avec un sol en terre battue.

## Tradition

### Religion(s)
- Religion au RwandaThe Catholic Cathedral in Kabgayi
  - Christianisme (85..90 %) 

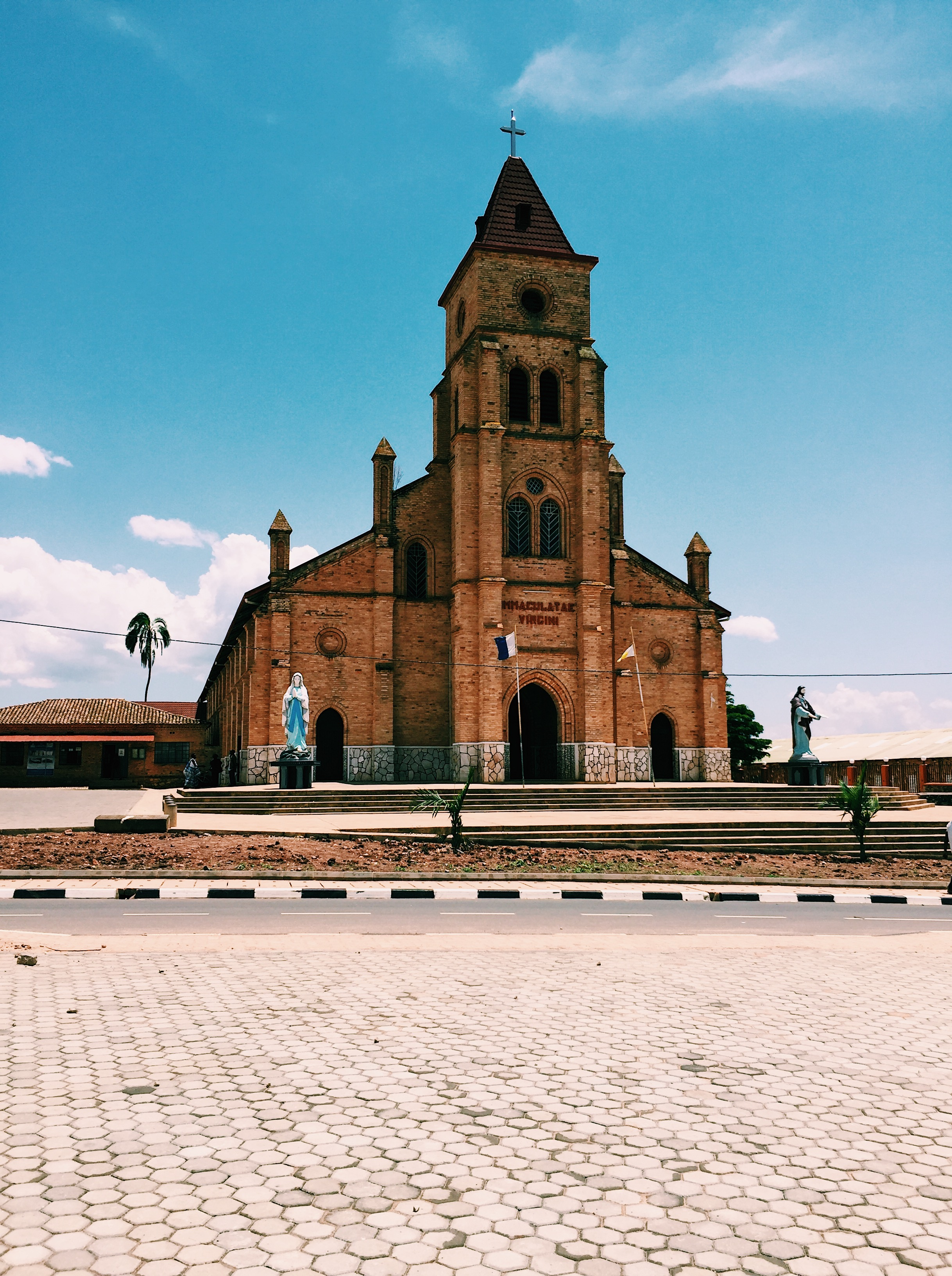
The Catholic Cathedral in Kabgayi

    - Église catholique au Rwanda (40-45 %),
    - Protestantisme (35-40 %), Association des Églises baptistes au Rwanda, Union des églises baptistes au Rwanda, Conseil protestant du Rwanda (en)
    - Église adventiste du septième jour (10..11 %)

  - Islam au Rwanda (2..5 %), Sunnisme, Chiisme, Soufisme, Charia
  - Autres : hindouisme, bouddhisme, Bahaïsme au Rwanda (en)
  - Athéisme, Irréligion au Rwanda (en) (2-3 %)
  - Religions indigènes (<1 % officiellement), Religions traditionnelles africaines

### Symboles
- Emblème du Rwanda
- Drapeau du Rwanda
- Rwanda Nziza, hymne national
- Léopard d'Afrique, emblème animal
- Ubumwe, Umurimo, Gukunda Igihugu (kinyarwanda), (Unité, Travail, Patriotisme), devise nationale
- Christ Roi, saint patron chrétien

### Folklore et Mythologie
- Mythes rwandais[1],[2], Kigwa, Gihanga...
- Mythe hamite[3],[4],[5], Cham (fils de Noé)
- Culte du kubandwa[6]
- Liste des grands mythes royaux[7], rois divins, rois de la corde, rois du mental
- Divinités : Imana (le dieu), Rugira (l'être suprême), Rurema (le créateur), Sebantu (le père des hommes), Sebumba (le père de l’argile), Iyakare (l’initial), Iyambere (le premier)...

### Fêtes
- Jours fériés au Rwanda

## Famille
- Jeunesse au Rwanda

### Noms
- Nom personnel, Nom de famille, Prénom, Postnom, Changement de nom, Anthroponymie

## Société
- Catégorie:Société rwandaise

### Groupes humains
- Immigrants au Rwanda
- Expatriés au Rwanda
- Personnalités rwandaises
- Liste de Rwandais (en)
- Diaspora rwandaise

### Droit
- Droit rwandais
- Droits de l'homme au Rwanda
- Égalité de genre au Rwanda (en)
- Droits LGBT au Rwanda
- Trafic d'êtres humains au Rwanda (en)
- Criminalité au Rwanda
- Polygamie au Rwanda (en)
- Prostitution au Rwanda (en)
- Rapport 2016 d'Amnesty International

### Éducation
- Système éducatif au Rwanda
- Universités rwandaises, Liste d'universités au Rwanda (en)
- École francophone Antoine de Saint-Exupéry
- École belge de Kigali (EBK)
- Lycée de Kigali

### État
- Histoire du Rwanda
- Ethnisme au Rwanda
- Panafricanisme
- Génocide des Tutsis au Rwanda (1994)

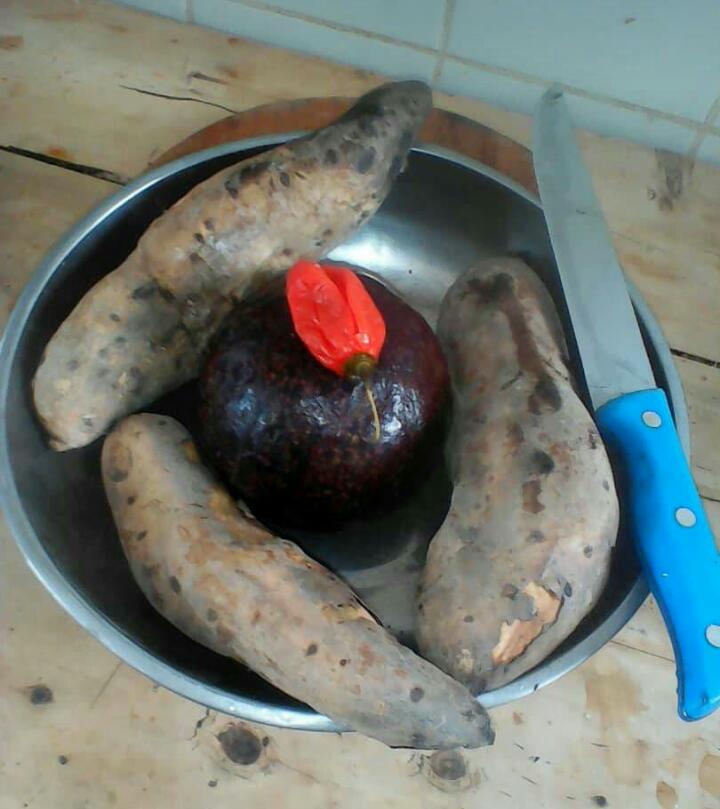
Ingrédients traditionnels.

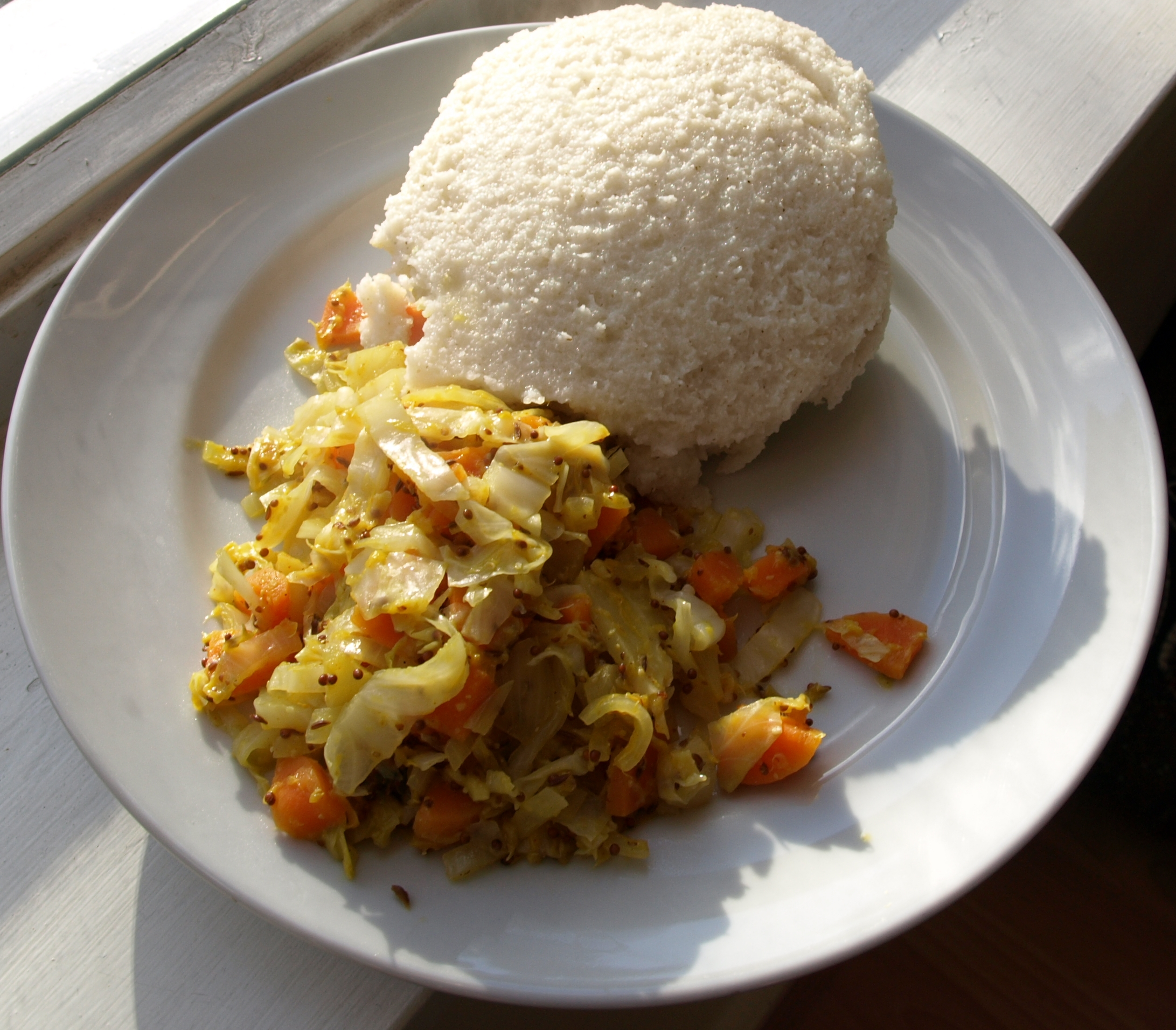
Ugali et choux frisé

- Politique au Rwanda

## Arts de la table

### Cuisine
- Cuisine rwandaise, cuisine burundaise, cuisine ougandaise, cuisine africaine
- Ugali, matooke
- Patate douce, igname, manioc, banane, arachide, sésame

### Boissons
- Eau, plate ou gazeuse
- Sodas
- Thé, Café, infusions, décoctions
- Bière traditionnelle artisanale (bière de banane ou de millet...)
- Bière industrielle occidentale, dont Primus
- Boisson distillée locale (manioc, banane, millet, canne à sucre...)
- Alcool importé

## Santé
- Système de santé du Rwanda
- Accès à l'eau, traitement des eaux, réservoirs, irrigation
- Dénutrition, malnutrition, famines
- Malaria, fièvre jaune, mal de tête (nodding disease), HIV/Aids, maladies dentaires
- Sida au Rwanda (en)
- Mortalité maternelle et infantile
- Médecins rwandais

### Sports
- Sports au Rwanda, athlétisme, basket-ball, football, hand-ball, tennis, volley-ball
- Sportifs rwandais, Sportives rwandaises, Athlètes rwandaises
- Rwanda aux Jeux olympiques
- Rwanda aux Jeux du Commonwealth
- Rwanda aux Jeux paralympiques
- Jeux africains ou Jeux panafricains, depuis 1965, tous les quatre ans (...2011-2015-2019...)

### Arts martiaux
- Liste des luttes traditionnelles africaines par pays

## Médias
En 2016, le classement mondial sur la liberté de la presse établi chaque année par Reporters sans frontières situe le Rwanda au 161e rang sur 180 pays. Le spectre du génocide sert à justifier le contrôle strict imposé aux médias par le gouvernement.
- Communications au Rwanda (en)
- Médias au Rwanda (en)

### Presse écrite
- Liste de journaux au Rwanda (en)
- New Times

### Radio
- Stations de radio au Rwanda

### Internet
- Internet au Rwanda (en)

## Littérature
- Littérature du Rwanda
- Liste d'écrivains rwandais

Il est généralement reconnu que l'ancien royaume du Rwanda avait élaboré une littérature orale d'une grande originalité et d'une extraordinaire richesse. 
Cette littérature peut se répartir en deux catégories principales :
- la tradition royale, qui se caractérise par un certain degré de codification et de contrôle officiel de la part des rois du Rwanda ,
- la tradition populaire, qui comporte des textes comme ceux que l'on retrouve dans toutes les traditions orales, notamment africaines.

Le génocide a provoqué l'éclosion d'une littérature de témoignages, d'essais historiques et romans tels que ceux de l'écrivain Benjamin Sehene.

## Artisanats
- Imigongo, art décoratif
- Mushanana, vêtement traditionnel

## Arts visuels
- Arts visuels, Arts plastiques, Art brut, Art urbain
- Art africain traditionnel, Art contemporain africain
- Artistes par pays
- Rapport Africa Art Market Report (2014)
- Global Africa Art Market Report
- Artistes rwandais

### Peinture
- Peinture, Catégorie:Peinture par pays

## Arts du spectacle
- Spectacle vivant, Performance, Art sonore

### Musique(s)
- Catégorie:Musique par pays, improvisation musicale
- Musique rwandaise
- Musiques traditionnelles
- Chants religieux, gospel, balokole (pentecôtiste)
- Musiques modernes
- Chanteurs rwandais
- Inanga

### Danse(s)
- Liste de danses
- Danses rwandaises[10]
- Intore[11]
- Itorero
- Urukerereza

### Théâtre
- Improvisation théâtrale, Jeu narratif
- Théâtre rwandais

### Autres: marionnettes, mime, pantomime, prestidigitation
- Formes mineures des arts de scène
- Arts de la rue, Arts forains, Cirque,Théâtre de rue, Spectacle de rue,
- Marionnette, Arts pluridisciplinaires, Performance (art)…
- Arts de la marionnette au Rwanda sur le site de l'Union internationale de la marionnette

### Cinéma
- Cinéma du Rwanda (en)
- Réalisateurs rwandais
  - Eric Kabera (1970-)[12],[13], Kivu Ruhorahoza (1982-)[14],[15], Jacqueline Kalimunda[16] (1974-), Joël Karekezi[17],[18],
- Films rwandais : (7 répertoriés au 26/11/2016)
- Acteurs et actrices rawandais
  - Eliane Umuhire

### Autres
- Vidéo, Jeu vidéo, Art numérique, Art interactif
- ONG RAPEC - Réseau africain des promoteurs et entrepreneurs culturels
- Société africaine de culture, association (SAC, 1956), devenue Communauté africaine de culture (CAC)
- Congrès des écrivains et artistes noirs (1956)
- Festival mondial des arts nègres (1966, 2010)

## Patrimoine
Le programme Patrimoine culturel immatériel (UNESCO, 2003) n'a rien inscrit pour ce pays dans sa liste représentative du patrimoine culturel immatériel de l'humanité (au 15/01/2016).
Le programme Mémoire du monde (UNESCO, 1992) n'a rien inscrit pour ce pays dans son registre international Mémoire du monde (au 15/01/2016).

### Musées et autres institutions
- Liste de musées au Rwanda

### Liste du Patrimoine mondial
Le programme Patrimoine mondial (UNESCO, 1971) a inscrit dans sa liste du Patrimoine mondial (au 12/01/2016) : Liste du patrimoine mondial au Rwanda.

## Tourisme
- Tourisme au Rwanda
- Conseils aux voyageurs pour le Rwanda :
  - France Diplomatie.gouv.fr
  - Canada international.gc.ca
  - CG Suisse eda.admin.ch
  - USA US travel.state.gov